# جوانان خون‌گرم
جوانان خون‌گرم (کره‌ای: 피끓는 청춘) یک فیلم نوجوانان کمدی رمانتیک محصول سال ۲۰۱۴ کره جنوبی است که داستان دوستی و عشق میان چهار دانش آموز دبیرستانی در هونگ سونگ، استان چونگچانگ جنوبی، کره جنوبی در دههٔ ۱۹۸۰ را روایت می‌کند. جوانان خون‌گرم الهام گرفته از فیلم کوتاه این چیزیه که من بهش گفتم (دنیلز کالوین، ۲۰۱۳) است.

## بازیگران
- پارک بو یونگ در نقش یونگ سوک[۷][۸][۹]
- لی جونگ سوک در نقش جونگ گیل[۱۰][۱۱]
- لی سه یونگ در نقش سو هی
- کیم یونگ-کوانگ در نقش گوانگ شیک
- را می ران در نقش نا یونگ، یک معلم
- کیم هی وون در نقش جونگ پال، یک معلم
- پارک جونگ-مین در نقش هوانگ کیو
- جین سو یون در نقش هوا یون
- شین هیون تاک در نقش مان چول
- جون سو-جین در نقش سونگ یون هوا
- کوان هه-هیو در نقش ده پان، پدر جونگ گیل
- کیم جی-اون در نقش همکلاسی یونگ سوک
- لی چه اون در نقش جوانی یونگ سوک
- هان دا سول در نقش دوچرخه‌سوار